# Diego Chávez Collins
Diego Chávez Collins (Veracruz, 11 maggio 1995 – Ciudad Juárez, 14 febbraio 2024) è stato un calciatore messicano, di ruolo centrocampista.

## Biografia
Morì a Ciudad Juárez a causa di un incidente stradale il 14 febbraio 2024 all'età di 28 anni.

### Caratteristiche tecniche
Fu un trequartista. La sua ultima squadra fu il Fútbol Club Juárez della Liga MX.

### Carriera
Cresciuto nel settore giovanile del Veracruz, esordì in prima squadra il 21 gennaio 2015 disputando l'incontro di Copa México vinto 2-1 contro il Cafetaleros (T).
Nel torneo Apertura del 2019 giocò 11 partite e segnato due gol.
Nel gennaio 2020 firmò per i Rayos del Club Necaxa, squadra nella quale rimase per sei mesi, giocando sette partite e segnando un gol, ma nel torneo successivo non venne incluso nei piani dell'allenatore.
Il 4 settembre 2020 firmò con il Salamanca Club de Fútbol UDS della Segunda División B della Spagna.